# Andrei George Plujar
Andrei George Plujar (n.  ?) este un deputat român, ales în 2024 din partea USR. 